# Музей антиквариата Гала
Музей антиквариата Гала — музей на территории одноименного государственного историко-этнографического заповедника. Музей создан Фондом Гейдара Алиева. Строительство музея началось в июне 2010 года и завершилось в 2011 году.

## Открытие
Открытие музея сосотоялось 7 сентября 2011 года. На церемонии открытия присутствовали президент Азербайджана Ильхам Алиев и первый вице-президент и президент Фонда Гейдара Алиева Мехрибан Алиева.

## Описание
Здание музея состоит из трех этажей. На первом и втором этажах выставлены в основном различные шедевры декоративно-прикладного искусства, созданные азербайджанским народом на протяжении столетий, а на третьем этаже — предметы, собранные в разных регионах Азербайджана, произведенные в США, Германии, Австрии, России, Франции, Англии, Бельгии, Иране, Узбекистане, Польше, Турции и других странах, с древних времен вошедшие в быт азербайджанского народа. Всего в музее демонстрируются 800 экспонатов.
На первом этаже здания действуют ремонтно-реставрационная мастерская. Именно в этой мастерской реставрируются обнаруженные старинные предметы. Здесь также расположены административные помещения, сувенирный отдел и конференц-зал.
Посредством Информационного центра Гала туристы и гости могут получать подробную информацию о музеях на территории заповедника.